# ¡Linda quiere pollo!
¡Linda quiere pollo! (en francés: Linda veut du poulet!) es una película de animación franco-italiana, dirigida por Chiara Malta y Sébastien Laudenbach y estrenada en 2023.

## Sinopsis
Paulette es una madre viuda que se siente culpable tras castigar injustamente a su hija Linda por algo que la niña no hizo. Le pregunta a Linda qué puede hacer para expiar su error, a lo que Linda responde que quiere una comida de pollo con pimientos, que representa uno de los pocos recuerdos que le quedan de su padre antes de su muerte; así, Paulette se dispone, en el contexto de una huelga general que prácticamente ha cerrado la ciudad, a comprar un pollo para hacer el plato a pesar de que no sabe cocinar.

## Reparto
- Melinee Leclerc como Linda
- Clotilde Hesme como Paulette
- Lætitia Dosch como Astrid
- Estéban como Serge
- Patrick Pineau como Jean-Michel
- Claudine Acs como la abuela
- Scarlett Cholleton como Annette
- Alenza Dus como Carmen
- Anais Weller como Afia

## Recepción
En el sitio web del agregador de reseñas Rotten Tomatoes, la película tiene un índice de aprobación del 100% basado en 6 reseñas, con una calificación promedio de 7/10.